# Esporte Clube São Bento
L'Esporte Clube São Bento, noto anche semplicemente come São Bento, è una società calcistica brasiliana con sede nella città di Sorocaba, nello stato di San Paolo.

## Storia
Il 14 settembre 1913, dopo che l'epidemia della febbre gialla colpì Sorocaba, il club fu fondato come Sorocaba Athletic Club dai dipendenti della fabbrica di finimenti Ferreira e Cia. Il 14 ottobre 1914, il club cambiò nome in Esporte Clube São Bento. Il nuovo nome del club era un omaggio a San Benedetto, dato che le prime partite del São Bento furono giocate nel monastero di San Benedetto della città.
Nel 1953, il São Bento ha professionalizzato il suo reparto di calcio. Il 10 giugno dello stesso anno, il club ha giocato la sua prima partita professionistica (Campeonato Paulista Série A2), contro la Ferroviária di Botucatu. Il São Bento vinse 4-2.
Nel 1962, il club ha vinto il suo primo titolo, che è stato il Campeonato Paulista Série A2, dopo aver sconfitto l'América in finale.
Nel 1979, il São Bento ha partecipato al Campeonato Brasileiro Série A. Il club è stato eliminato al terzo turno, dove ha terminato al 15º posto.
Nel 2001, il club ha vinto il suo secondo titolo, il Campeonato Paulista Série A3, terminando con quattro punti davanti all'Atlético Sorocaba. Nel 2002, il São Bento ha vinto il suo terzo titolo, la Copa Paulista, dopo aver sconfitto il Jaboticabal in finale.
Il São Bento ha raggiunto la semifinali del Campeonato Brasileiro Série D 2016, ma è stato eliminato dal CSA, all'andata il CSA ha vinto 2-0 e al ritorno il São Bento vinse 1-0.

## Palmarès

### Competizioni statali
- Campeonato Paulista Série A2: 1

1962
- Campeonato Paulista Série A3: 2

2001, 2013
- Copa Paulista: 1

2002

### Altri piazzamenti
- Campeonato Brasileiro Série C:

Terzo posto: 2017
- Campeonato Brasileiro Série D:

Terzo posto: 2016

## Organico

### Rosa
Aggiornato al 22 maggio 2018
| N. |                    | Ruolo | Calciatore       |
| -- | ------------------ | ----- | ---------------- |
|    | Brasile (bandiera) | P     | Cléber Alves     |
|    | Brasile (bandiera) | P     | Henal            |
|    | Brasile (bandiera) | P     | Rodrigo Viana    |
|    | Brasile (bandiera) | D     | Aislan           |
|    | Brasile (bandiera) | D     | Douglas Assis    |
|    | Brasile (bandiera) | D     | Ewerton Páscoa   |
|    | Brasile (bandiera) | D     | João Paulo       |
|    | Brasile (bandiera) | D     | Marcelo Cordeiro |
|    | Brasile (bandiera) | D     | Lucas Farias     |
|    | Brasile (bandiera) | D     | Luizão           |
|    | Brasile (bandiera) | D     | Moraes           |
|    | Brasile (bandiera) | D     | Niltinho         |
|    | Brasile (bandiera) | D     | Paulinho         |
|    | Brasile (bandiera) | D     | Rogério          |
|    | Brasile (bandiera) | C     | Alaor            |
|    | Brasile (bandiera) | C     | Cassinho         |

| N. |                    | Ruolo | Calciatore      |
| -- | ------------------ | ----- | --------------- |
|    | Brasile (bandiera) | C     | Dodô            |
|    | Brasile (bandiera) | C     | Doriva          |
|    | Brasile (bandiera) | C     | Diogo Oliveira  |
|    | Brasile (bandiera) | C     | Dudu Vieira     |
|    | Brasile (bandiera) | C     | Celsinho        |
|    | Brasile (bandiera) | C     | Fábio Bahia     |
|    | Brasile (bandiera) | C     | Maicon Souza    |
|    | Brasile (bandiera) | C     | Rennan Oliveira |
|    | Brasile (bandiera) | A     | Alecsandro      |
|    | Brasile (bandiera) | A     | Bruno Nunes     |
|    | Brasile (bandiera) | A     | Everaldo        |
|    | Brasile (bandiera) | A     | Lucas Crispim   |
|    | Brasile (bandiera) | A     | Lúcio Flávio    |
|    | Brasile (bandiera) | A     | Marcelinho      |
|    | Brasile (bandiera) | A     | Ronaldo         |
|    | Brasile (bandiera) | A     | Zé Roberto      |